# 林紹用
林紹用（？—？），字向卿，號方壺，福建福州府永福縣民籍閩縣人，明朝政治人物。

## 生平
萬曆十年（1582年）壬午科福建鄉試第三十五名，萬曆十一年（1583年）癸未科會試第一百二十六名，登二甲第十名進士。刑部觀政，本年任湖廣茶陵州知州，卒于官。

## 家族
曾祖林廷植，教諭、贈知縣；祖父林春生，府同知；父林繼志，貢士、泰順知縣。母鄭氏。